# Campionato mondiale femminile di pallacanestro 1967
La V edizione del Campionato mondiale di pallacanestro femminile si disputò in Cecoslovacchia dal 15 al 22 aprile 1967.

## Squadre partecipanti
| Gruppo A - Stati Uniti - Unione Sovietica - Jugoslavia - Australia | Gruppo B - Italia - Corea del Sud - Cecoslovacchia - Cuba | Gruppo C - Germania Est - Giappone - Bulgaria - Brasile |

Cuba ritirata

## Risultati

### Turno preliminare

#### Girone A
| Squadra          | G | V | P | PF  | PS  | DP   | P.ti |
| ---------------- | - | - | - | --- | --- | ---- | ---- |
| Unione Sovietica | 3 | 3 | 0 | 229 | 122 | +107 | 6    |
| Jugoslavia       | 3 | 2 | 1 | 169 | 184 | -25  | 5    |
| Stati Uniti      | 3 | 1 | 2 | 122 | 167 | -45  | 4    |
| Australia        | 3 | 0 | 3 | 133 | 180 | −47  | 3    |

#### Girone B
| Squadra        | G | V | P | PF  | PS  | DP  | P.ti |
| -------------- | - | - | - | --- | --- | --- | ---- |
| Corea del Sud  | 2 | 2 | 0 | 143 | 122 | +21 | 4    |
| Cecoslovacchia | 2 | 1 | 1 | 107 | 106 | +1  | 3    |
| Italia         | 2 | 0 | 2 | 95  | 117 | −22 | 2    |
| Cuba           | 0 | 0 | 0 | 0   | 0   | 0   | 0    |

#### Girone C
| Squadra      | G | V | P | PF  | PS  | DP  | P.ti |
| ------------ | - | - | - | --- | --- | --- | ---- |
| Germania Est | 3 | 3 | 0 | 161 | 152 | +9  | 6    |
| Giappone     | 3 | 2 | 1 | 156 | 146 | +10 | 5    |
| Bulgaria     | 3 | 1 | 2 | 167 | 172 | -5  | 4    |
| Brasile      | 3 | 0 | 3 | 178 | 192 | −14 | 3    |

### Fase finale

#### Primo-Sesto posto
| Squadra          | P.ti | G | V | P | PF  | PS  | DP   |
| ---------------- | ---- | - | - | - | --- | --- | ---- |
| Unione Sovietica | 10   | 5 | 5 | 0 | 371 | 259 | +112 |
| Corea del Sud    | 9    | 5 | 4 | 1 | 340 | 339 | +1   |
| Cecoslovacchia   | 8    | 5 | 3 | 2 | 315 | 263 | +52  |
| Germania Est     | 7    | 5 | 2 | 3 | 277 | 296 | -19  |
| Giappone         | 6    | 5 | 1 | 4 | 250 | 309 | -59  |
| Jugoslavia       | 5    | 5 | 0 | 5 | 269 | 356 | -87  |

#### Settimo-Undicesimo posto
| Squadra     | G | V | P | PF  | PS  | DP  | P.ti |
| ----------- | - | - | - | --- | --- | --- | ---- |
| Bulgaria    | 4 | 4 | 0 | 263 | 179 | +84 | 8    |
| Brasile     | 4 | 3 | 1 | 246 | 217 | +29 | 7    |
| Italia      | 4 | 1 | 3 | 188 | 224 | -36 | 5    |
| Australia   | 4 | 1 | 3 | 204 | 234 | −30 | 5    |
| Stati Uniti | 4 | 1 | 3 | 171 | 218 | −48 | 5    |

## Classifica finale
| Campione del Mondo | Campione del Mondo | Campione del Mondo |
| --- | ------------------ | --- |
| Unione Sovietica4 Poznanskaja, 5 Pyrkova, 6 Kysel'ova, 7 Salimova, 8 Michajlova, 9 Kukanova, 10 Orel, 11 Smildziņa, 12 Antipina, 14 Ravdone, 15 Čijanova, 16 Eremkina, All. Lidija Alekseeva |                    | |
| Argento | Corea del Sud      | Corea del Sud4 Kim Y., 5 Lee Y., 6 Lee S., 7 Sin, 8 Kim M., 9 Chae, 10 Kim C., 11 Im, 12 Seo, 13 Ju, 14 Park, 15 Lee H., All. Jang I-jin                                                                   |
| Bronzo | Cecoslovacchia     | Cecoslovacchia4 E. Mikulášková, 5 Richterová, 6 Soukupová, 7 Melicharová, 8 Zvolenská, 9 Kuchařová, 10 Rumlerová, 11 Jošková, 12 O. Mikulášková, 13 Holková, 14 Koťátková, 15 Jindrová, All. Miloslav Kříž |
| 4. | Germania Est       | Germania Est4 Paulik, 5 Schaal, 6 Krause, 7 Schmidt, 8 Fleischer, 9 Venzke, 10 Zimmermann, 11 Kühn, 12 Brüning, 13 Liese, 14 Thieme, 15 Bartholomäus, All. Dietrich Laabs                                  |
| 5. | Giappone           | Giappone4 Shimozono, 5 Ōkawa, 6 Hori, 7 Hayashi, 8 Yanagi, 9 Sutō, 10 Kakutani, 11 Emori, 12 Aragaki, 13 Maeda, 14 Yokoyama, All. Masami Komori                                                            |
| 6. | Jugoslavia         | Jugoslavia4 Bogičević, 5 Kalenić, 6 Bašić, 7 Đoković, 8 Selimović, 9 Gerić, 10 Radovanović, 11 Milojević, 12 Veger, 13 Ćurčić, 14 Bremec, 15 Buljan, All. Ladislav Demšar                                  |
| 7. | Bulgaria           | Bulgaria4 Dudeva, 5 Ponekova, 6 Borisova, 7 Manikova, 8 Nestorova, 9 V. Popova, 10 Novkova, 11 Vojnova, 12 Gyoševa, 13 Plačkova, 14 E. Popova, 15 Stojanova, All. Ivan Todorov                             |
| 8. | Brasile            | Brasile4 Nadir, 5 Heleninha, 6 Angelina, 7 Laís Elena, 8 Nilza, 9 Maria Helena, 10 Norminha, 11 Ritinha, 12 Neusa, 13 Marlene, 14 Delcy, 15 Jacy, All. Ary Vidal                                           |
| 9. | Italia             | Italia4 Gentilin, 5 Pausich, 6 Geroni, 7 Persi, 8 Cirio, 9 Grisotto, 10 Del Mestre, 11 Ghirri, 12 Agostinelli, 13 Pelle, 14 Toriser, 15 Corsini, All. Giancarlo Primo                                      |
| 10. | Australia          | Australia4 Lynch, 5 Bain, 6 Hammond, 7 Forster, 8 Delany, 9 Rowe, 10 Cook, 11 Elliott, 12 Wilson, 13 Reilly, 14 Ticehurst, 15 Waters, All. Tony Gaze                                                       |
| 11. | Stati Uniti        | Stati Uniti4 Miller, 5 Benedetto, 6 Woodall, 7 Ham, 8 Horky, 9 Lindahl, 10 Loveday, 11 Matlock, 12 Rowland, 13 Sipes, 14 Aspedon, 15 Finley, All. Alberta Cox                                              |